# Ga Dapsimni
Ga Dapsimni (Tiếng Hàn: 답십리역, Hanja: 踏十里驛) là ga trên Tàu điện ngầm vùng thủ đô Seoul tuyến 5 nằm ở Cheonho-daero, Dongdaemun-gu, Seoul. Trụ sở Tổng công ty Vận tải Seoul ở gần đó. Tên ga bắt nguồn từ Dapsimni-dong, phía bắc ga

## Lịch sử
- 15 tháng 11 năm 1995: Bắt đầu kinh doanh với việc khai trương Tàu điện ngầm Seoul tuyến 5
- 7 tháng 10 năm 2011: Thang cuốn lối ra số 5 được mở

## Bố trí ga
| Majang ↑        |
| \| W/B          |
| ↓ Janghanpyeong |

| Hướng Tây  | ●Tuyến 5 | ← Hướng đi Wangsimni · Gwanghwamun · Sân bay Quốc tế Gimpo · Banghwa |
| Hướng Đông | ●Tuyến 5 | → Hướng đi Gunja · Cheonho · Hanam Geomdansan · Macheon →            |

## Xung quanh nhà ga
| Lối ra \| 나가는 곳 \| Exit \| 出口 | Lối ra \| 나가는 곳 \| Exit \| 出口 |
| ----------------------------------- | --- |
| 1                                   | Trung tâm cộng đồng Dapsimni 1-dong Bưu điện Dapsimni Dapsimni Raemian Weve APT Cheonggye Hill State APT |
| 2                                   | Trung tâm nghệ thuật Dapsimni |
| 3                                   | Chợ Dongbu Trường tiểu học Seoul Dapsimni |
| 4                                   | Trung tâm An toàn Công cộng Dapsimni 1 Giao lộ Dapsimni Tổng công ty An toàn Gas Hàn Quốc (Chi nhánh phía Đông Seoul) Trung tâm nghệ thuật cổ Janganpyeong Dapsimni Doosan Weve APT Donga APT Chợ Huyndai Dapsimni Park Xi APT |
| 5                                   | Tổng công ty Vận tải Seoul Trung tâm cộng đồng Yongdap-dong Ga Yongdap Trung tâm Giáo dục và Văn hóa Seoul Chợ tổng hợp Seongdong                                                                                              |
| 6                                   | Trung tâm An toàn Công cộng Yongdap |
| 7                                   | Thư viện Seongdong-gu Yongdap |
| 8                                   | Ga Sindap Giao lộ Sindap Cầu Majang 2 |